# BVVV G típus
A BVVV G típusú motorkocsi egy, a Schlick gyár által gyártott villamos motorkocsi-sorozat volt, amiből 1906-ban 30 darabot gyártottak a Budapesti Villamos Városi Vasút (BVVV) részére. Később a BSZKRT átvette őket.

## 2624-es kocsi
Budán 1906-ban készült favázasan, eredetileg 270-es pályaszámmal. 1959 során acélvázasították. 1960-as és '70-es években korszerűsítették, ma is ebben az állapotban látható felújítva. 1984-ben Amszterdamba került, ahol magántulajdonú villamos járműként közlekedett. Majd 2004-ben visszaérkezett az országba, hogy a 2005-ös budapesti villamosközlekedés 125. évfordulójára felújításon essen át, mely a '70-es évek állapotát őrizte meg. 
A BKV nosztalgiajármű állományának része. Először 2012-ben kezdett nosztalgiaként utasokat szállítani, 2019-ben az N2-es és N19-es nosztalgiajáratokon közlekedik.